# Téglás
Téglás ist eine ungarische Stadt im Kreis Hajdúhadház im Komitat Hajdú-Bihar.

## Geografische Lage
Téglás liegt 20 Kilometer nördlich der Stadt Debrecen und 27 Kilometer südlich von Nyíregyháza. Nachbargemeinden sind Hajdúhadház, Bököny und Újfehértó.

## Städtepartnerschaften
- Affalterbach, Deutschland
- Fulnek, Tschechien
- Ludwin, Polen
- Tyjhlasch (Тийглаш), Ukraine[2]

## Sehenswürdigkeiten
- Griechisch-katholische Kirche Szent Illés próféta
- Heimatkundliche Sammlung (Helytörténeti kiállítóterem)
- Reformierte Kirche, erbaut 1787 (Spätbarock)
- Römisch-katholische Kirche Szent József
- Schloss Degenfeld-Schomburg (Degenfeld-Schomburg kastély)
- Städtische Galerie (Városi Galéria)
- Weltkriegsdenkmal (Világháborús emlékmű)

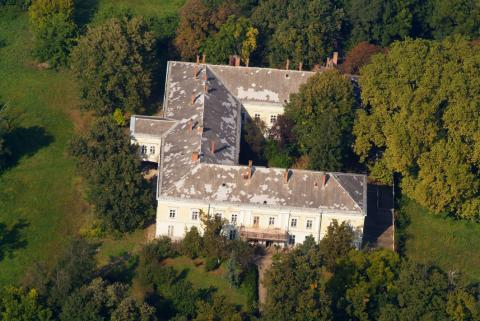
Schloss Degenfeld-Schomburg in Téglás
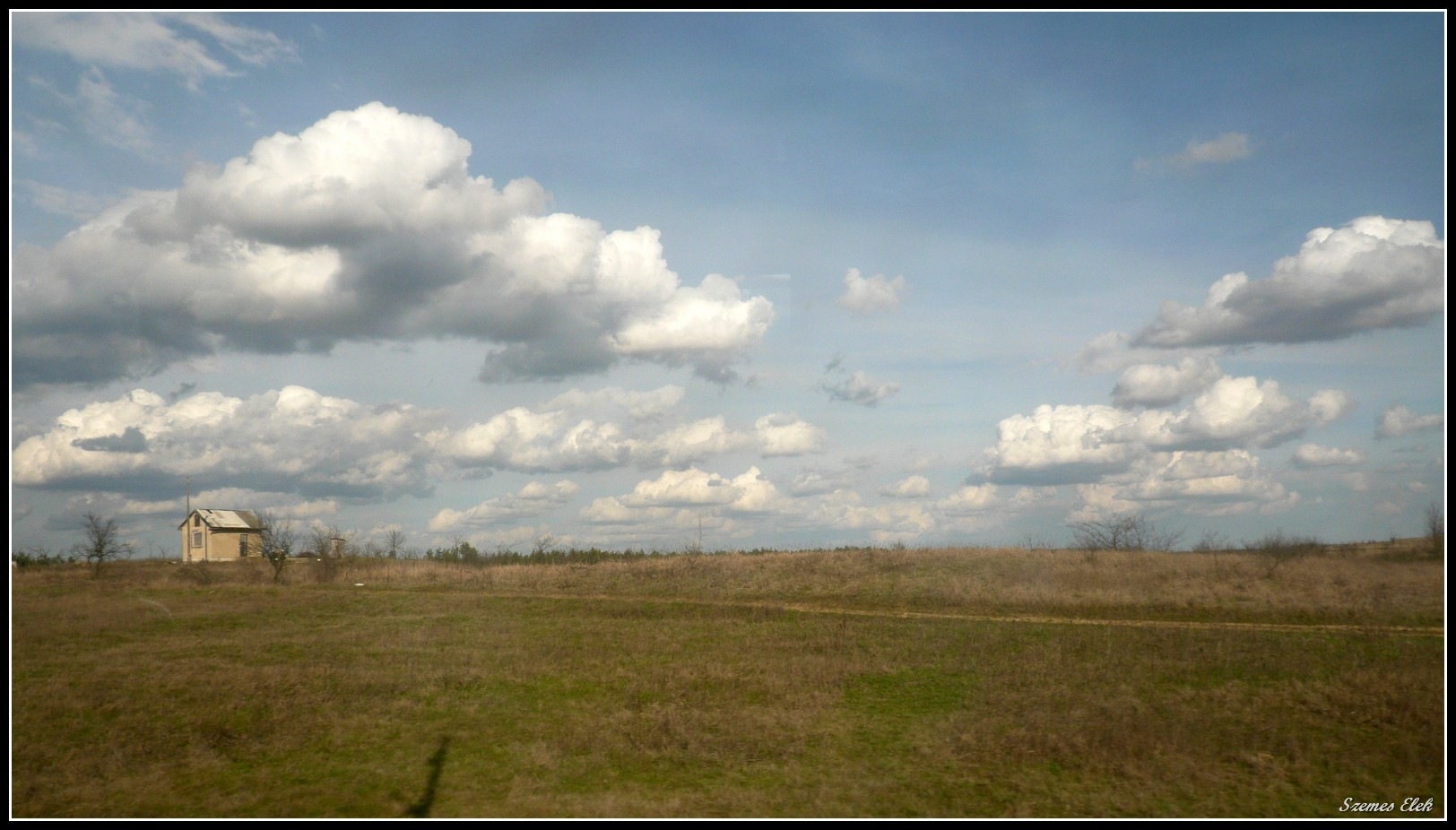
Umgebung von Téglás

## Verkehr
Am westlichen Ortsrand von Téglás verläuft die Hauptstraße Nr. 4. Außerdem ist die Stadt angebunden an die Eisenbahnstrecke von Debrecen nach Nyíregyháza.